# Короа лез Ермонвил
Короа лез Ермонвил (фр. Cauroy-lès-Hermonville) насеље је и општина у североисточној Француској у региону Шампањ-Арден, у департману Марна која припада префектури Ремс.
По подацима из 2011. године у општини је живело 484 становника, а густина насељености је износила 47,13 становника/km². Општина се простире на површини од 10,27 km². Налази се на средњој надморској висини од 100 метара.

## Демографија
| 1962. | 1968. | 1975. | 1982. | 1990. | 1999. | 2011. |
| ----- | ----- | ----- | ----- | ----- | ----- | ----- |
| 211   | 240   | 224   | 296   | 327   | 372   | 484   |

График промене броја становника у току последњих година